# Список кодів NUTS
Номенклатура територіальних одиниць для цілей статистики (фр. nomenclature des unités territoriales statistiques, NUTS) — стандарт територіального поділу країн для статистичних цілей. Стандарт розроблений Європейським Союзом та детально охоплює лише країни ЄС. Територіальні одиниці (NUTS-одиниці), що визначаються даними стандартом, можуть відповідати адміністративно-територіальним одиницям країн, але в деяких випадках дана відповідність відсутня.

## Рівні
| Країна          | 28 | NUTS-1                                                                                     | 98 | NUTS-2                                                                    | 273 | NUTS-3                                                                                                 | 1324 |
| --------------- | -- | ------------------------------------------------------------------------------------------ | -- | ------------------------------------------------------------------------- | --- | --- | ---- |
| Австрія         | AT | Групи земель (нім. Gruppen von Bundesländern)                                              | 3  | Землі (нім. Bundesländer)                                                 | 9   | Групи районів (нім. Gruppen von Bezirken)                                                              | 35   |
| Бельгія         | BE | Регіони (фр. Regions) (нід. Gewesten)                                                      | 3  | Провінції (фр. Provinces) (нід. Provincies)                               | 11  | Райони (фр. Arrondissements) (нід. Arrondissementen)                                                   | 44   |
| Болгарія        | BG | Райони (болг. Райони)                                                                      | 2  | Планові райони (болг. Райони за планиране)                                | 6   | Області (болг. Области)                                                                                | 28   |
| Велика Британія | UK | Регіони Англії (англ. Regions of England)                                                  | 9  | Графства та групи графств (англ. Counties, Groups of Counties)            | 30  | Райони (англ. Districts)                                                                               | 93   |
| Велика Британія | UK | Країни (англ. Countries)                                                                   | 3  | Групи областей (англ. Groups of Council areas, Groups of Principal areas) | 7   | Групи областей/районів (англ. Groups of Council areas, Groups of Principal areas, Groups of Districts) | 40   |
| Греція          | GR | Групи периферій (грец. Ομάδες περιφεριών)                                                  | 4  | Периферії (грец. Περιφέρειες)                                             | 13  | Номи (грец. Νομοί)                                                                                     | 51   |
| Данія           | DK | —                                                                                          | 1  | Регіони (дан. Regioner)                                                   | 5   | Провінції (дан. Landsdele)                                                                             | 11   |
| Естонія         | EE | —                                                                                          | 1  | —                                                                         | 1   | Групи повітів (ест. Maakondade rühmad)                                                                 | 5    |
| Ірландія        | IE | —                                                                                          | 1  | Регіональні асамблеї (англ. Regional Assemblies)                          | 2   | Регінальні органи влади (англ. Regional Authorities)                                                   | 8    |
| Іспанія         | ES | Групи автономних спільнот (ісп. Grupos de Comunidades Autónomas)                           | 7  | Автономні спільноти (ісп. Comunidades autónomas)                          | 19  | Провінції (ісп. Provincias)                                                                            | 59   |
| Італія          | IT | Макрорегіони (італ. Macroregioni)                                                          | 5  | Регіони (італ. Regioni)                                                   | 21  | Провінції (італ. Province)                                                                             | 107  |
| Кіпр            | CY | —                                                                                          | 1  | —                                                                         | 1   | — | 1    |
| Латвія          | LV | —                                                                                          | 1  | —                                                                         | 1   | Статистичні регіони (латис. Statistiskie reģioni)                                                      | 6    |
| Литва           | LT | —                                                                                          | 1  | —                                                                         | 1   | Повіти (лит. Apskritys)                                                                                | 10   |
| Люксембург      | LU | —                                                                                          | 1  | —                                                                         | 1   | — | 1    |
| Мальта          | MT | —                                                                                          | 1  | —                                                                         | 1   | Острови (англ. Islands)                                                                                | 2    |
| Нідерланди      | NL | Групи провінцій (нід. Groepering van provincies)                                           | 4  | Провінції (нід. Provincies)                                               | 12  | COROP-райони (нід. COROP-gebied)                                                                       | 40   |
| Німеччина       | DE | Землі (нім. Länder)                                                                        | 16 | Округи (нім. Regierungsbezirke)                                           | 39  | Райони, Вільні міста (нім. Landkreise, Kreisfreie Städten)                                             | 429  |
| Польща          | PL | Регіони (пол. Region)                                                                      | 6  | Воєводства (пол. Województwa)                                             | 16  | Підрегіони (пол. Podregiony)                                                                           | 66   |
| Португалія      | PT | Континентальна Португалія, Азори та Мадейра (порт. Portugal Continental, Açores e Madeira) | 3  | Регіони (порт. Regiões)                                                   | 7   | Субрегіони (порт. Sub-regiões)                                                                         | 30   |
| Румунія         | RO | Макрорегіони (рум. Macroregiuni)                                                           | 4  | Регіони (рум. Regiuni)                                                    | 8   | Жудеці (рум. Județe)                                                                                   | 42   |
| Словаччина      | SK | —                                                                                          | 1  | Регіони (словац. Regióny)                                                 | 4   | Краї (словац. Kraje)                                                                                   | 8    |
| Словенія        | SI | —                                                                                          | 1  | Макрорегіони (словен. Kohezijske regije)                                  | 2   | Статистичні регіони (словен. Statistične regije)                                                       | 12   |
| Угорщина        | HU | Статистичні надрегіони (угор. Statisztikai nagyrégiók)                                     | 3  | Планово-статистичні регіони (угор. Tervezési-statisztikai régió)          | 7   | Медьє (угор. Megye)                                                                                    | 20   |
| Фінляндія       | FI | Материкова Фінляндія та Аландські острови (фін. Manner-Suomi ja Ahvenanmaa)                | 2  | Регіони (фін. Suuralueet)                                                 | 5   | Провінції (фін. Maakunnat)                                                                             | 20   |
| Франція         | FR | ZEAT-зони (фр. Zones d'études et d'aménagement du territoire)                              | 9  | Регіони (фр. Régions)                                                     | 26  | Департаменти (фр. Départements)                                                                        | 100  |
| Хорватія        | HR | —                                                                                          | 1  | Регіони (хорв. Regije)                                                    | 2   | Жупанії (хорв. Županije)                                                                               | 21   |
| Чехія           | CZ | —                                                                                          | 1  | Області (чеськ. Oblasti)                                                  | 8   | Жупанії (чеськ. Kraje)                                                                                 | 14   |
| Швеція          | SE | Регіони (швед. Landsdelar)                                                                 | 3  | Національні райони (швед. Riksområden)                                    | 8   | Лени (швед. Län)                                                                                       | 21   |

## Список
| Австрія • Бельгія • Болгарія • Велика Британія • Греція • Данія • Естонія • Ірландія • Іспанія • Італія • Кіпр • Латвія • Литва • Люксембург • Мальта • Нідерланди • Німеччина • Польща • Португалія • Румунія • Словаччина • Словенія • Угорщина • Фінляндія • Франція • Хорватія • Чехія • Швеція |

| NUTS-2: | NUTS-3: |

| NUTS-1 та NUTS-2: | NUTS-3: |